# 卡利尼夫卡 (諾索夫卡區)
50°46′40″N 31°46′39″E / 50.77778°N 31.77750°E
卡利尼夫卡（烏克蘭語：Калинівка），是烏克蘭北部的村莊，隸屬切爾尼希夫州的尼任區。該村始建於1820年，面積1平方公里，海拔高度133米，2001年人口397，人口密度每平方公里397人。